# 戀愛情結
《戀愛情結》（常訛為戀愛情節）是日本漫畫家中原亞矢在集英社上所刊載的少女漫畫作品，獲得第49回小學館漫畫賞，並被改編成電影、電視動畫、遊戲。中文版由東立出版社代理。
由東映動畫改編的電視動畫於2007年4月7日開始在TBS電視台放映。因故事以大阪為背景，動畫的配音以大阪腔為主。

## 劇情簡介
身高172cm的高個子女生小泉理沙（こいずみ リサ），和身高156.2cm的可愛男生大谷敦士（おおたに あつし），從進入舞戶學園之後，就互相吐槽、彼此抬槓，是大家眼中的鬥嘴好搭檔。可是在高一那年的聖誕節，兩人的關係卻產生了微妙的變化…
理沙發現自己漸漸愛上了大谷，會隨著他的一言一行又喜又悲又生氣。可是…「像我這樣的電線桿女生，為什麼偏偏喜歡上嬌小可愛的男生？」不知該如何是好的理沙，只好用搞笑來掩飾真心，兩人的進展也一直原地踏步。
從「朋友」關係開始起跑的理沙和大谷，能突破心防、告白愛情，成為真正的「戀人」嗎？

## 登場人物
聲優分別為電視動畫/廣播劇CD和遊戲。
小泉理沙（聲：岡村明美/早水理沙/藤澤惠麻（蜡笔小新版），演：藤澤惠麻）
8月3日出生（獅子座），血型O型。初中二年级时身高167cm，高中一年级时170cm，高中二年级时172cm，体重50kg。
身高172公分的高中女生，對自己「鶴立雞群」耿耿於懷。屬於人來瘋的個性，說她有錯就超沮喪，稱讚她幾句又立刻復活，是個對感情十分坦率的女生。不知不覺中喜歡上了好友大谷，但因為大谷只有156公分，讓她對自己的身高越加在意…
兩人於蠟筆小新客串登場，原本與其他朋友約好從大阪搭電車去淺草寺參觀，但因中途打瞌睡的關係坐過頭到春日部。最後雖然在小新幫助下搭到下一班電車，但卻搭錯車（搭到超級日光號）來到比琦玉縣和東京市更往上的日光東照宮參觀。
大谷敦士（聲：永田彬/櫻井孝宏/小池徹平（蠟筆小新版），演：小池徹平）
3月25日出生（白羊座），血型A型。初中一年级时身高143cm，高中一年级时156cm，高中二年级时156.2cm，体重45kg。
身高156.2公分的高中男生，對自己矮小的身材十分在意。理沙的同學。雖然外表看來很可愛，其實非常有男子氣概。責任感很強，在籃球社也非常活躍，深受學校女生的歡迎。對於理沙，似乎對她也是有感覺的…
石原信子（聲：东纱织/同左，演：玉置成實）
5月28日出生（双子座），血型B型。身高153cm，体重42kg。
受到理沙信賴的好友，大家都叫她小信。既是戀愛高手，也很會打扮。是理沙的戀愛導師。夢想成為中尾的妻子，雙親都忙著在工作，所以她算是奶奶養大的孩子。
中尾平吉（聲：德山靖彥/津田健次郎，演：山崎雄介）
1月15日出生（摩羯座），血型B型。身高180cm，体重58kg。
小信的男友。是個能讓全場氣氛平和的療癒系男生。
田中千春（聲：こじまかずこ/前田愛，演：工藤里紗）
6月23日出生（巨蟹座），血型A型。身高150cm，体重40kg。
大谷剛進高中時喜歡的人。天資聰穎，卻不知道該如何與男生相處。鈴木的女友。
鈴木涼二（聲：津田健次郎/小野坂昌也，演：水嶋宏）
2月4日出生（水瓶座），血型AB型。身高182cm，体重57kg。
理沙一見鍾情的對象。平常總是酷酷的，害羞起來卻立刻表現在臉上。田中的男友。
深川遙（聲：小野坂昌也/置鮎龍太郎）
9月9日出生（处女座），血型AB型。身高185cm，体重57kg。
理沙的青梅竹馬，有四分之一英國血統。小時候是個愛哭鬼，什麼都靠理沙，但長大後卻成了185公分的大帥哥，還猛追理沙。
壽聖子郎（聲：瀧本富士子/小松里歌）
12月25日出生（摩羯座），血型O型。身高148cm，体重43kg。
外表看來可愛又時髦，其實卻是個男孩子！對大谷一見鍾情。開朗又努力，不會為小事灰心喪志。希望大家叫他「聖子」。
神崎真由（聲：松岡由貴/同左，演：加藤未央）
5月30日出生（双子座），血型AB型。身高152cm。
大谷的前女友，被大谷誤會成喜歡高個子的男生。其實只是碰巧。
舞竹國海（聲：諏訪部順一/同左，演：谷原章介）
4月12日出生（白羊座），血型O型。
新老師，和小泉常玩的電動遊戲中的「KEN」很相像，深川遙的表哥，有未婚妻。
舞竹百合

吉岡美美（聲：荒木香惠/-）
3月3日出生（双鱼座），血型A型。身高172cm，体重52kg。
身高172公分的國中2年級女生，大谷的鄰居，從小暗戀著大谷。
小堀和希（聲：下和田裕貴/-）
5月3日出生（金牛座），血型A型。身高158cm，体重48kg。
身高比大谷多2公分的國中生，在一家速食店餐廳打工，遇上理沙。喜歡理沙。
松原小姐（聲：つかもと景子）

細川弱男

海坊主（聲：スモーキー・テツニ（クレイジーケンバンド）/江川央生，演：寺島進）
小泉與大谷喜歡的明星歌手。
海坊主嫁（聲：莊真由美）

中野清司（聲：廣瀬正志）

小泉隆人（聲：高口公介）

理沙的爺爺
原作中登場
大谷瞳

愛

安倍
漫畫中出現，和理沙、小堀在同一地方打工的女生，也和理沙、大谷是同學。喜歡小堀。
吉井

漫畫中出現，從小因父母的關係時常轉學。國一和大谷是同學，國二轉到理沙的班上。加入籃球社打籃球是因為喵可‧喬丹（漫畫）。
塩崎

明明
理沙的國中同學，曾喜歡吉井。

## 出版書籍
單行本
| 卷數 | 集英社         | 集英社             | 東立出版社     | 東立出版社             |
| 卷數 | 發售日期       | ISBN               | 發售日期       | ISBN                   |
| ---- | -------------- | ------------------ | -------------- | ---------------------- |
| 1    | 2002年3月25日  | ISBN 4-08-847487-2 | 2003年10月20日 | ISBN 986-11-2873-5     |
| 2    | 2002年7月25日  | ISBN 4-08-847532-1 | 2003年10月20日 | ISBN 986-11-2874-3     |
| 3    | 2002年10月25日 | ISBN 4-08-847563-1 | 2004年4月15日  | ISBN 986-11-3657-6     |
| 4    | 2003年2月25日  | ISBN 4-08-847604-2 | 2004年4月25日  | ISBN 986-11-3658-4     |
| 5    | 2003年6月25日  | ISBN 4-08-847642-5 | 2004年5月5日   | ISBN 986-11-3928-1     |
| 6    | 2003年10月24日 | ISBN 4-08-847676-X | 2004年5月15日  | ISBN 986-11-3929-X     |
| 7    | 2004年2月25日  | ISBN 4-08-847715-4 | 2004年6月25日  | ISBN 986-11-4478-1     |
| 8    | 2004年7月23日  | ISBN 4-08-847762-6 | 2005年1月15日  | ISBN 986-11-5261-X     |
| 9    | 2004年11月25日 | ISBN 4-08-847802-9 | 2005年4月21日  | ISBN 986-11-5899-5     |
| 10   | 2005年3月25日  | ISBN 4-08-847836-3 | 2005年10月11日 | ISBN 986-11-6847-8     |
| 11   | 2005年7月25日  | ISBN 4-08-847877-0 | 2006年4月21日  | ISBN 986-11-7269-6     |
| 12   | 2005年12月22日 | ISBN 4-08-846017-0 | 2006年9月27日  | ISBN 986-11-7893-7     |
| 13   | 2006年4月25日  | ISBN 4-08-846050-2 | 2006年10月3日  | ISBN 986-11-8427-9     |
| 14   | 2006年7月14日  | ISBN 4-08-846074-X | 2006年11月20日 | ISBN 986-11-8816-9     |
| 15   | 2006年12月25日 | ISBN 4-08-846124-X | 2007年4月11日  | ISBN 978-986-11-9459-2 |
| 16   | 2007年3月13日  | ISBN 4-08-846148-7 | 2007年8月31日  | ISBN 978-986-11-9833-0 |
| 17   | 2007年9月25日  | ISBN 4-08-846215-7 | 2007年12月13日 | ISBN 978-986-10-0697-0 |

廉價版
| 冊數 | 副標題 | 集英社        | 集英社                 |
| 冊數 | 副標題 | 發售日期      | ISBN                   |
| ---- | ------ | ------------- | ---------------------- |
| 1    |        | 2006年7月20日 | ISBN 4-08-109227-3     |
| 2    |        | 2006年7月31日 | ISBN 4-08-109236-2     |
| 3    |        | 2007年4月28日 | ISBN 978-4-08-109396-0 |
| 4    |        | 2007年5月20日 | ISBN 978-4-08-109405-9 |

### 小說
著者：ココロ直 / 原作、插畫：中原亞矢〈Cobalt文庫〉全7巻
| 冊數 | 副標題 | 集英社         | 集英社                 |
| 冊數 | 副標題 | 發售日期       | ISBN                   |
| ---- | ------ | -------------- | ---------------------- |
| 1    | 無副標 | 2006年6月28日  | ISBN 4-08-600783-5     |
| 2    |        | 2006年7月28日  | ISBN 4-08-600809-2     |
| 3    |        | 2007年6月1日   | ISBN 978-4-08-601031-3 |
| 4    |        | 2007年8月1日   | ISBN 978-4-08-601058-0 |
| 5    |        | 2007年11月1日  | ISBN 978-4-08-601095-5 |
| 6    |        | 2007年12月26日 | ISBN 978-4-08-601119-8 |
| 7    |        | 2008年4月25日  | ISBN 978-4-08-601164-8 |

### 未收錄作品
- ラブ★コンD（deluxe）（〈Deluxe Margaret〉2009年5月号）

### 其他書籍
- 別冊 恋爱情结 FANBOOK 2005年5月25日發售；ISBN 4-08-847841-X（集英社）
- （著者：川富士立夏） 2006年7月14日發售、ISBN 4-420-11244-1
- Seventeen特別編輯  2006年8月10日号（2006年7月1日發售）
- 2007年12月25日發售、ISBN 978-4-08-846242-4（Margaret comics）集英社

## 相關商品

### 廣播劇CD
- 恋爱情结 Drama CD 2003年12月12日、ISBN 4-08-905575-X
- 恋爱情结 Drama CD 2 2005年2月14日、ISBN 4-08-909057-1

### 游戏
- 2006年7月13日發行、PS2用软件

## 電影
2006年7月15日於日本上映。2007年1月1日發行DVD（初回限定版、通常版）。

### 登場角色
- 小泉理沙 - 藤澤恵麻
- 大谷敦士 - 小池徹平
- 理惠のカレシ - 山ちゃん（南海Candies）
- 理沙的學長 - 忍成修吾
- エリ - 近野成美
- 大谷の先輩 - 西秋愛菜
- 店員 - 森下能幸
- 人力車・アニキ - 田中要次
- 長身のオタク（長髪） - 尾関高文（THE GEESE）
- 長身のオタク（短髪） - 脇坂光彦
- サラリーマン風の男 - 村上大樹
- マリリン - 林田麻里
- 金魚すくい屋 - 三波伸一
- 平吉の執事 - 斉藤弘勝
- シンイチの彼女 - 野口聖古
- オール阪神・巨人 - オール阪神・巨人
- ダンシングよしこ - Wentz瑛士（土下座演出）※1影格的特別演出
- 案内人 - 畑正憲（特別演出）

### 製作人員
- 監督 - 石川北二
- 脚本 - 鈴木おさむ
- 企画、製作人 - 山田雅子
- 美術指導 - 飯田かずな
- 音樂 - 川口大輔
- 製作委員會構成 - 東北新社、松竹、集英社、朝日電視台、Burning Production
- 配給 - 松竹

### 主題曲
《スピードライブ》
歌 - misono

## 電視動畫
从2007年4月7日到同年9月29日于TBS系列主要電視台放送。全24話。

### 配音員
主要角色除理沙、信子、マイティ之外的声优全部都是大阪府出身。但是，饰演信子的东纱织是三重县出身，广义上也属于关西地方出身者（DRAMA CD版饰演理沙的早水也是大阪府出身）。
- 小泉理沙 - 岡村明美
- 大谷敦士 - 永田彬
- 石原信子 - 东纱织
- 中尾平吉 - 徳山靖彦
- 田中千春 - 小嶋和子
- 鈴木涼二 - 津田健次郎
- 深川遥 - 小野坂昌也
- 寿聖子郎 - 瀧本富士子
- 舞竹国海 - 諏訪部順一
- 神崎真由 - 松岡由貴
- 吉岡美美 - 荒木香惠
- 小堀和希 - 下和田裕貴

### 製作人員
- 原作 - 中原亞矢（集英社）
- 系列指導 - 宇田鋼之介
- 人物設計、總作画監督 - 真庭秀明
- 美術設計 - 田中里緑
- 色彩設計 - 塚田劭
- 音樂 - 佐藤ひろのすけ
- 製作人 - 安倍純子、関弘美、池澤良幸
- 動畫製作 - 東映動畫
- 製作 - TBS、集英社、東映動畫

### 主題曲
片頭曲
〈妳＋我＝LOVE？〉（第1話 - 13話）
歌 - 手越增田（傑尼斯娛樂）
〈Hey! Say!〉（第14話 - 24話）
歌 - Hey! Say! 7（J Storm）
片尾曲
〈KISS～回家路上的情歌～〉（キッス〜帰り道のラブソング〜）（第1話 - 13話）
歌 - 手越增田（傑尼斯娛樂）
〈BON BON〉（第14話 - 24話）
歌 - Hey! Say! 7（J Storm）

### 各話列表
| 話數 | 日文標題 | 中文標題                               | 脚本     | （分鏡） 演出             | 作画監督          | 美術         |
| ---- | -------- | -------------------------------------- | -------- | ------------------------- | ----------------- | ------------ |
| 1    |          | 高一的夏天！絕對要找到男朋友！         | 影山由美 | 宇田鋼之介                | 真庭秀明          | 田中里緑     |
| 2    |          | 和前女友玩三角戀？！                   | 影山由美 | 高橋滋春                  | 小林ゆかり        | 飯島由樹子   |
| 3    |          | 是喜歡的男人，還是以前的相好？         | 影山由美 | （石平信司） 鈴野貴一     | 藤田正幸          | 高木佑梨     |
| 4    |          | 啵！我愛上你了！                       | 栗山綠   | 福冨博                    | Kyoung Suk Choi   | 飯島由樹子   |
| 5    |          | 趕走禁斷之愛吧！                       | 井上美緒 | いわもとやすお            | 真庭秀明 山縣亜紀 | 沢田栄子     |
| 6    |          | 少女的一大決心！純愛大作戰！           | 村山功   | 深澤敏則                  | 竹田欣弘          | 飯島由樹子   |
| 7    |          | 擊沈！史上最差勁的告白                 | 栗山綠   | （石平信司） 鈴野貴一     | 藤田正幸          | 田中里緑     |
| 8    |          | 再起不能！大失戀！！                   | 影山由美 | 高橋滋春                  | 小林ゆかり        | 飯島由樹子   |
| 9    |          | 起死回生！！目標是女朋友的寶座！！     | 影山由美 | 佐佐木憲世                | 真庭秀明          | さわだえいこ |
| 10   |          | 和原女友的對決？！亮乳大作戰！！       | 井上美緒 | 福冨博                    | Kyoung Suk Choi   | 清水隆夫     |
| 11   |          | 窮途末路！和原女友重修舊好？！         | 村山功   | （深澤敏則） 政木伸一     | 佐久間健          | 飯島由樹子   |
| 12   |          | 把愛奪回來！用真命巧克力來磨練女性！！ | 高橋洋一 | いわもとやすお            | 山縣亜紀          | 清水隆夫     |
| 13   |          | 發熱！在那傢伙的房間初吻？             | 影山由美 | （石平信司） 鈴野貴一     | 藤田正幸          | 飯島由樹子   |
| 14   |          | 對Maity心動死了！                      | 影山由美 | （宇田鋼之介） 佐佐木憲世 | 竹田欣弘          | さわだえいこ |
| 15   |          | 危險男子！Maity甜蜜的誘惑              | 影山由美 | 高橋滋春                  | 小林ゆかり        | 飯島由樹子   |
| 16   |          | Maity的魔法！變化的戀愛模樣？！        | 井上美緒 | （福冨博） 土屋康郎       | Kyoung Suk Choi   | 清水隆夫     |
| 17   |          | 愛的鐵拳！收下吧！少女魂！！           | 影山由美 | （石平信司） 鈴野貴一     | 藤田正幸          | さわだえいこ |
| 18   |          | 史上最棒的生日！                       | 影山由美 | 深澤敏則                  | 真庭秀明          | 飯島由樹子   |
| 19   |          | 急轉直下！！首次約會的倒楣開始         | 栗山綠   | （佐佐木憲世） 政木伸一   | 佐久間健          | 清水隆夫     |
| 20   |          | 宣戰通告！！醋意燃燒的危險美少女！！   | 井上美緒 | いわもとやすお            | 山縣亜紀          | 飯島由樹子   |
| 21   |          | 分離的預感？！理紗和大谷分道揚鑣       | 栗山綠   | （石平信司） 鈴野貴一     | 藤田正幸          | さわだえいこ |
| 22   |          | 來自大谷的破局宣言！！                 | 栗山綠   | 高橋滋春                  | 小林ゆかり        | 清水隆夫     |
| 23   |          | 多樣的目標！！大家抱著各種心情         | 影山由美 | 福冨博                    | Kyoung Suk Choi   | 飯島由樹子   |
| 24   |          | 永遠在一起！！                         | 影山由美 | 宇田鋼之介                | 真庭秀明          | 田中里緑     |

### 播放電視台
| 播放地區   | 播放電視台   | 播放日期                                        | 播放時間                                | 聯播網             | 備註                  |
| ---------- | ------------ | ----------------------------------------------- | --------------------------------------- | ------------------ | --------------------- |
| 關東廣域圈 | 東京放送     | 2007年4月7日 - 9月29日                          | 星期六 17:30 - 18:00                    | TBS系列            | 製作電視台            |
| 中京廣域圈 | 中部日本放送 | 2007年4月13日 - 10月5日                         | 星期五 25:55 - 26:25                    | TBS系列            |                       |
| 近畿廣域圈 | 每日放送     | 2007年4月14日 - 10月6日                         | 星期六 25:55 - 26:25                    | TBS系列            | 《Anime Shower》第1部 |
| 山形縣     | TVU山形      | 2007年5月4日 - 11月2日                          | 星期五 16:24 - 16:54                    | TBS系列            |                       |
| 日本全域   | BS-i         | 2007年6月3日 - 9月30日 2007年10月7日 - 11月11日 | 星期日 11:00 - 11:30 日曜 10:30 - 11:00 | TBS系列 BS技術放送 |                       |
| 日本全域   | Kids Station | 2007年11月10日 - 2008年5月3日                   | 星期六 20:30 - 21:00                    | CS放送             | 有重播                |

## 出處
1. ↑  《電影旬報》2017年1月下旬号、33頁

## 外部連結
- （日語）
- （日語）
- （中文） http://japan.videoland.com.tw/channel/lovecom/ （页面存档备份，存于）
- （日語） http://www.aqi.co.jp/product/lovecom/index.html/[] （页面存档备份，存于）